# Geria (bướm đêm)
Geria  là một chi bướm đêm thuộc họ Noctuidae.

## Hình ảnh

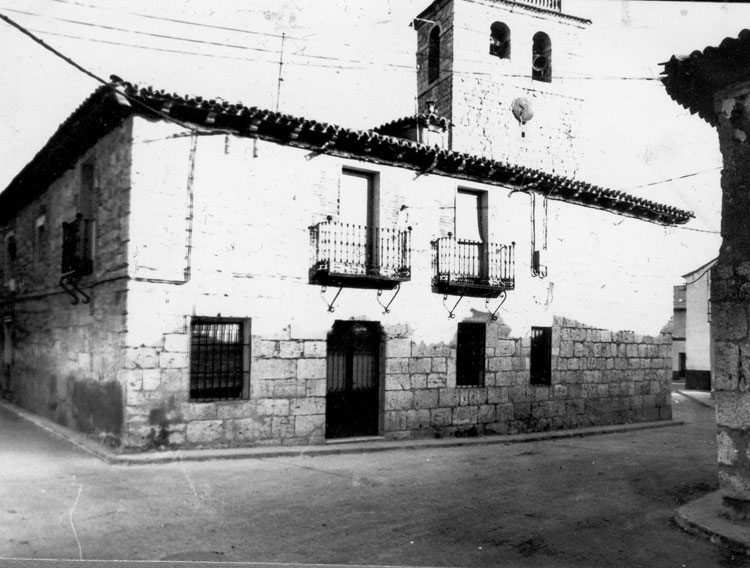